# Banjouhr

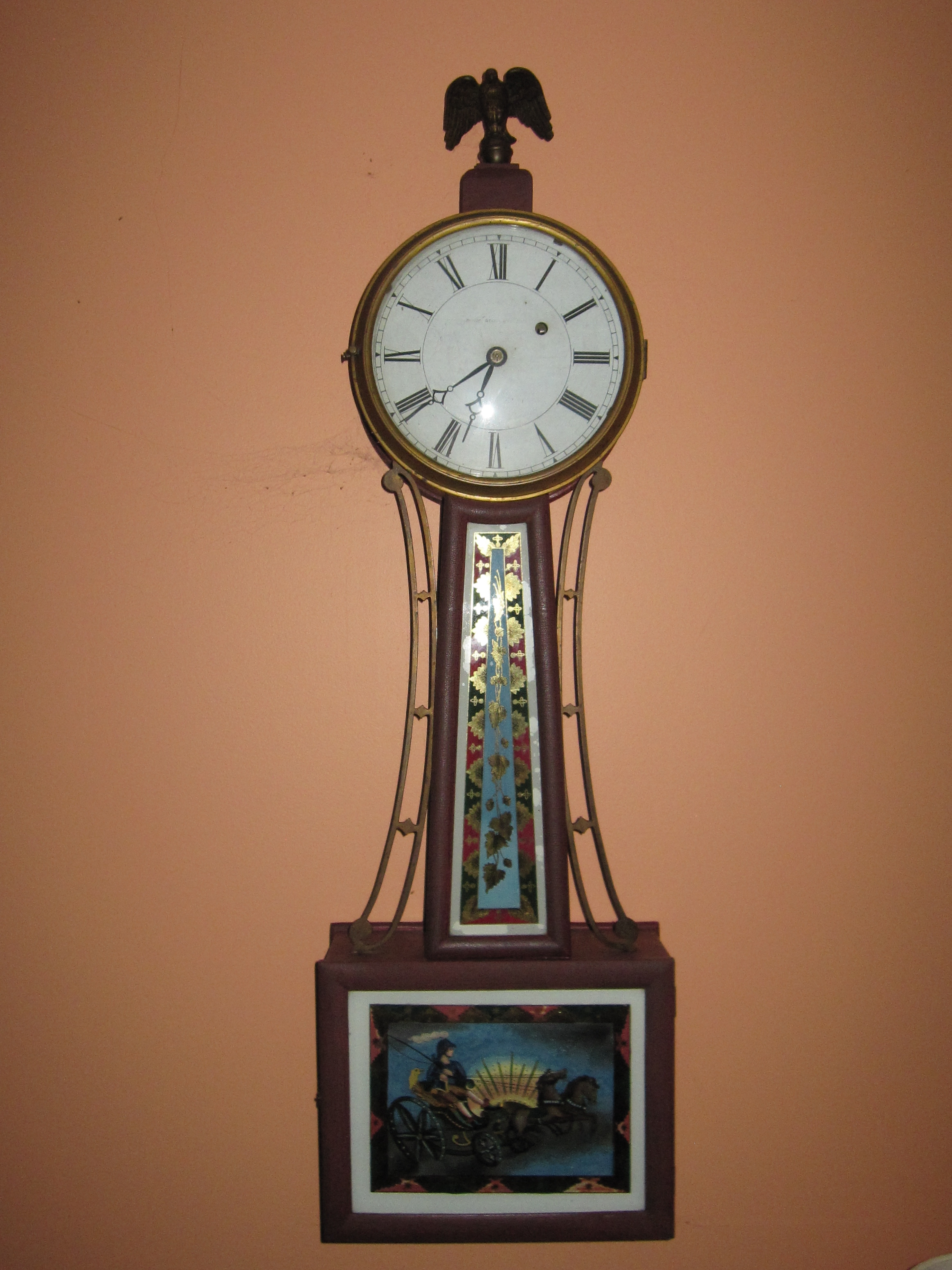
Banjouhr

Die Banjouhr (Banjo clock) ist eine typisch amerikanische Bauform einer Wanduhr, die im 19. Jahrhundert weit verbreitet war.

## Beschreibung
Die Banjouhr ist eine Wanduhr in einem kunstvollen, reich verzierten Gehäuse. Sie erhielt ihren Namen von der Gehäusegestaltung, die dem Musikinstrument Banjo entlehnt ist. Die meisten Uhren haben kein Schlagwerk. Der Typ dieser Uhr wurde um 1802 von den Brüdern Aaron und Simon Willard aus Roxbury (Boston) entwickelt und patentiert.